# Calcutta Journal of Natural History and Miscellany of the Arts and Sciences in India
Calcutta Journal of Natural History and Miscellany of the Arts and Sciences in India (abreviado Calcutta J. Nat. Hist.) fue una revista con ilustraciones y descripciones botánicas que fue editada en Calcuta. Fueron publicados 8 números desde el año 1840 hasta 1847.